# Ушницы
Ушницы — деревня в Ям-Тёсовском сельском поселении Лужского района Ленинградской области.

## История
УШНИЦЫ — деревня Ушницкого сельского общества, прихода села Флоровского.
 
Крестьянских дворов — 47. Строений — 213, в том числе жилых — 38. 5 ветряных мельниц.

Число жителей по семейным спискам 1879 г.: 101 м. п., 99 ж. п.; по приходским сведениям 1879 г.: 105 м. п., 108 ж. п.

В конце XIX — начале XX века деревня административно относилась к Тёсовской волости 5-го стана 3-го земского участка Новгородского уезда Новгородской губернии.

УШНИЦЫ — деревня Ушницкого сельского общества, дворов — 45, жилых домов — 45, число жителей: 147 м. п., 139 ж. п. 

Занятия жителей — земледелие, выпас телят. Часовня, школа, хлебозапасный магазин, мелочная лавка. (1907 год)

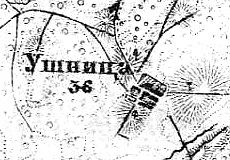
Деревня Ушницы на карте 1915 года

Согласно карте из «Исторического атласа Санкт-Петербургской Губернии» 1915 года деревня называлась Ушница и насчитывала 36 крестьянских дворов, в деревне были две ветряные мельницы.
С 1917 по 1927 год деревня Ушницы входили в состав Тёсовской волости Новгородского уезда Новгородской губернии.
С 1927 года, в составе Ново-Березинского сельсовета Оредежского района.
В 1928 году население деревни Ушницы составляло 279 человек.
По данным 1933 года деревня Ушницы входила в состав Березновского сельсовета Оредежского района.
C 1 августа 1941 года по 31 января 1944 года деревни находились в оккупации.
С 1959 года, в составе Волосковского сельсовета Лужского района.
В 1965 году население деревни Ушницы составляло 92 человека.
По данным 1966 и 1973 годов деревня Ушницы также входила в состав Волосковского сельсовета Лужского района.
По данным 1990 года деревня Ушницы входила в состав Ям-Тёсовского сельсовета.
В 1997 году в деревне Ушницы Ям-Тёсовской волости проживали 8 человек, в 2002 году — 19 человек (все русские).
В 2007 году в деревне Ушницы Ям-Тёсовского СП проживали 2 человека, в 2010 году — 5, в 2013 году — 7.

## География
Деревня расположена в восточной части района близ автодороги 41К-662 (Оредеж — Тёсово-4 — Чолово) и административной границы с Новгородской областью.
Расстояние до административного центра поселения — 19 км.
Расстояние до ближайшей железнодорожной станции Чолово — 24 км. 
Деревня расположена на правом берегу реки Поповка притока реки Тёсова.

## Демография
| 1879 | 1909 | 1928 | 1965 | 1997 | 2007 | 2010 |
| ---- | ---- | ---- | ---- | ---- | ---- | ---- |
| 200  | ↗286 | ↘279 | ↘92  | ↘8   | ↘2   | ↗5   |
| 2013 | 2017 |      |      |      |      |      |
| ↗7   | ↘1   |      |      |      |      |      |

## Улицы
Центральная.